# Salvador Enrique Calvet
Salvador Enrique Calvet Pasapera (5 de junio de 1801-Madrid, 18 de enero de 1846) fue un empleado de la Casa Real de España, con título de gentilhombre de cámara, y oficio de secretario mayor de la Mayordomía de la Real Casa, a cargo de la Real Biblioteca privada.

## Servicio en la Casa Real y al cargo de la Real Biblioteca
Tras formarse como abogado, ingresó en la burocracia estatal y en 1831 como oficial de la Secretaría de Despacho de Gracia y Justicia de España. Muy pronto hará gala de su isabelismo ante la disyuntiva dinástica y se convierte en persona de total confianza en los engranajes de la corte de Isabel II. A los dos años, en 1833, es nombrado secretario oficial mayor de la Mayordomía Mayor de la Real Casa y en 1834 es nombrado gentilhombre de cámara. El año anterior, en 1833, había sido designado ministro togado del Consejo de Hacienda y en 1844 lo sería del de Guerra y Marina.
También fue administrador de los bienes de la única hermana de la reina, la Infanta Luisa Fernanda de Borbón, desde el 7 de enero de 1836. También fue nombrado contador partidor en la testamentaría de Fernando VII, siendo el encargado del inventario y tasación de los bienes. El 18 de julio de 1835, le fue encargado el "cuidado y vigilancia de la Biblioteca particular de S.M." en premio a "los trabajos e inteligencia que han merecido el particular aprecio de S.M.". Como bibliotecario real, vivió la etapa de transición entre la muerte de Fernando VII y los primeros pasos del reinado de Isabel II, bajo la regencia de la reina gobernadora, María Cristina de Borbón-Dos Sicilias. Ésta decidió ocupar para sus reales aposentos la totalidad del "ala de san Gil", por ser muy soleada, en el ángulo del Palacio Real de Madrid que va a dar a la catedral de la Almudena. En esta ala estaba ubicada la Librería de Cámara desde siempre, desde época de Carlos III, pero se trasladó al ángulo opuesto, donde se instaló definitivamente en la década de 1840 la Real Biblioteca, realizándose muebles a medida en maderas nobles. 
Fue elegido diputado suplente por la circunscripción de Gerona en septiembre de 1837, electo en diciembre de ese año y de nuevo en septiembre de 1844, permaneciendo en el puesto hasta su fallecimiento, y senador por la provincia de Córdoba en 1843.
La muerte de su hermano Juan en la I Guerra Carlista, militar de alta graduación en las filas isabelinas, le afectó al parecer, pues cayó enfermo, solicitando la dimisión de sus cargos en 1836, que le fue rechazada, pero al no recuperarse finalmente se le aceptó en 1838; no obstante no murió hasta 1846.